# 113

113(백십삼)은 112보다 크고 114보다 작은 자연수다.

## 수학
- 30번째 소수(素數)다. 앞의 소수는 109, 다음 소수는 127이다.
  - 11번째 소피 제르맹 소수로, {\displaystyle 113\times 2+1}의 값인 227도 소수(안전 소수)다. 앞의 소피 제르맹 소수는 89, 다음은 131이다.
  - 7번째 프로트 소수다. 앞의 프로트 소수는 97, 다음은 193이다.

({\displaystyle 113=7\times 2^{4}+1})
- 피타고라스 삼조의 빗변의 길이이다. ({\displaystyle 15^{2}+112^{2}=113^{2}})[a]
- {\displaystyle 113=7^{2}+8^{2}}
  - 8번째 중심있는 사각수로, 연속하는 두 자연수의 제곱합으로 나타낼 수 있다. 앞의 중심있는 사각수는 85, 다음은 145다.
- {\displaystyle 113=(1^{2})+(11^{2})-(3^{2})}
- {\displaystyle {\frac {355}{113}}}은 원주율의 근삿값으로 오래전부터 사용되었다. {\displaystyle {\frac {355}{113}}=3.141592920353\cdots }, {\displaystyle \pi =3.141592653589\cdots }로 소수점 아래 6자리까지 일치한다. 오차는 {\displaystyle {\frac {1}{113^{3}}}}보다 작다.
- {\displaystyle 15^{4}-1}은 113으로 나누어떨어진다.

## 과학
- 니호늄(Nh)의 원자 번호.
- NGC 113: 고래자리 방향에 있는 렌즈형은하.

## 교통

### 철도
- 수도권 전철 1호선 도봉산역의 역번호.
- 부산 도시철도 1호선 부산역의 역번호.
- 대전 도시철도 1호선 갈마역의 역번호.
- 광주 도시철도 1호선 상무역의 역번호.
- 대구 도시철도 1호선은 113번 역이 없고, 115번부터 시작한다.

### 도로
- 고속도로 및 국도
  - 아우토반 113호선(영어판, 독일어판): 독일의 고속도로.
  - 일본 113번 국도: 니가타현 니가타시 주오구에서 후쿠시마현 소마시까지 이어지는 일본의 국도.
- 기타 도로
  - 현도 제113호선

## 군사
- U-113(영어판): 제1차 세계 대전에 사용된 독일 제국의 군용 잠수함.

## 문화유산
- 대한민국의 국보 제113호: 청자 철화양류문 통형 병
- 대한민국의 보물 제113호: 청도 봉기리 삼층석탑
- 대한민국의 사적 제113호: 통영 한산도 이충무공 유적

## 방송
- 스카이라이프의 더M 채널 번호.
- 지니 TV의 NXT 채널 번호.
- B tv의 GTV 채널 번호.
- U+ TV의 IB 스포츠 채널 번호.[1]

## 기타
- 날짜: 1월 13일, 11월 3일
- 연도: 113년, 기원전 113년
- 대한민국의 간첩신고 전화번호.